# Alfred Abegg (Politiker, 1905)
Alfred ab Egg, auch Fred ab Egg (* 30. August 1905 in Altdorf; † 23. Juli 2002 in Basel) war ein Schweizer Jurist und Politiker (CVP).

## Leben

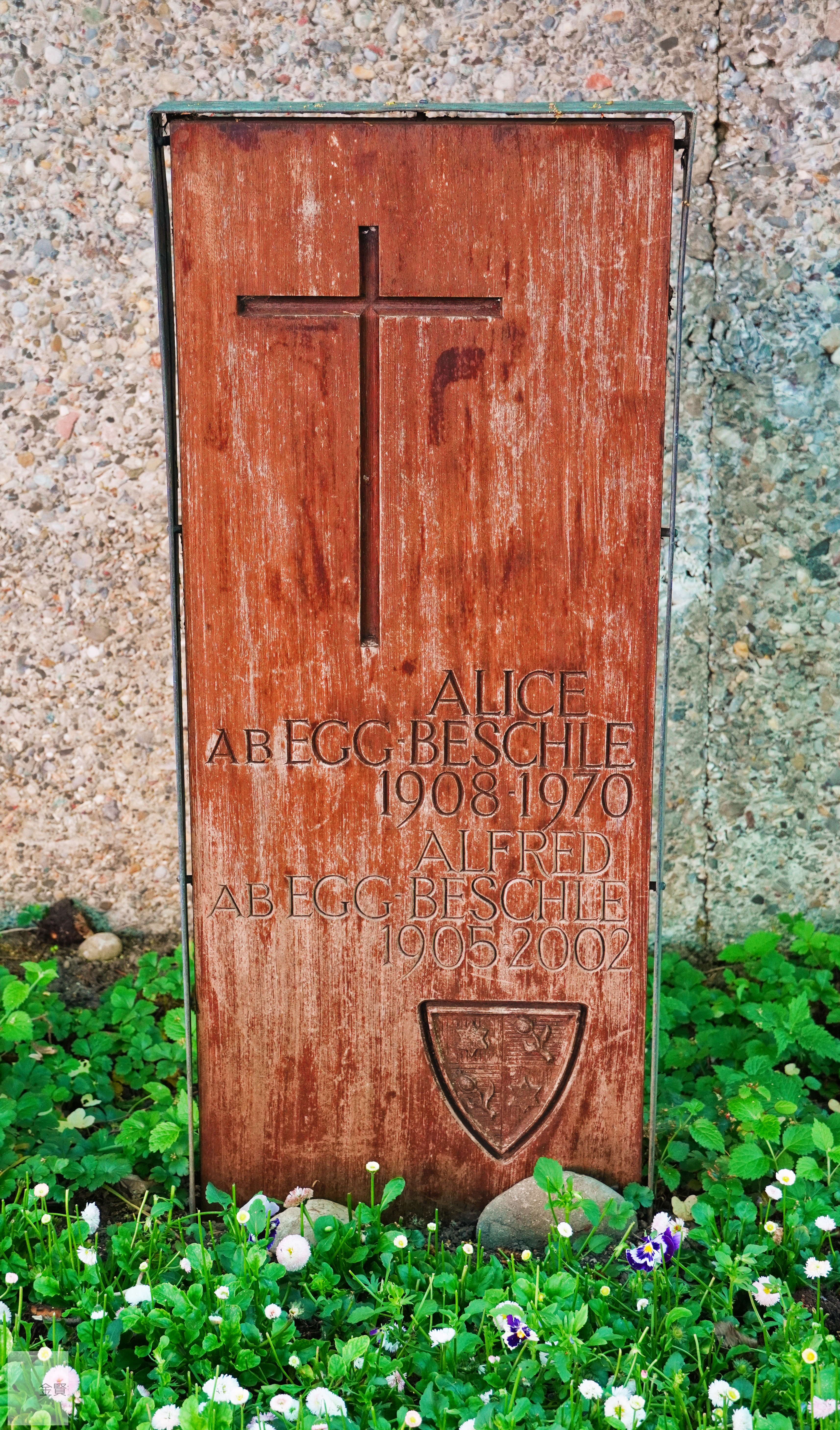
Grabstein

Alfred ab Egg besuchte das Gymnasium in Chur, in Disentis und in Engelberg. Er absolvierte an der Universität Basel ein Studium beider Rechte und erwarb sich 1931 den Doktortitel. Von 1932 bis 1942 war er der Substitut des Strafgerichtsschreibers. Danach war er bis 1945 ausserordentlicher und von 1945 bis 1958 ordentlicher Untersuchungsrichter. Von 1958 bis 1962 war er Strafgerichtspräsident. 1960 wurde er in den Grossen Rat des Kantons Basel-Stadt gewählt, dem er bis 1962 angehörte.
Alfred ab Egg setzte sich 1962 als Kandidat in der Regierungsratswahl gegen Albin Breitenmoser, den offiziellen Kandidaten der damaligen Katholischen und Christlich-sozialen Volkspartei durch. Im Regierungsrat, dem er bis 1972 angehörte, leitete er das Justizdepartement und war an der Revision der Basler Strafprozessordnung und an der Einführung des Frauenstimm- und -wahlrechtes in kantonalen Angelegenheiten beteiligt.
Er war katholisch. Sein Grab befindet sich auf dem Friedhof am Hörnli in Riehen. 